# رستگاری عشق (فیلم ۲۰۲۲)
رستگاری عشق (به انگلیسی: Redeeming Love) یک فیلم مسیحی، وسترن و عاشقانه آمریکایی به کارگردانی دی جی کاروسو است که فیلمنامه آن را کاروسو همراه با با فرانسین ریورز نوشته‌است. این فیلم بر اساس رمان پرفروش ریورز (سال ۱۹۹۱) ساخته شده‌است و در غرب وحشی آمریکا و در جریان تب طلای کالیفرنیا اتفاق می‌افتد.
در این فیلم ابیگیل کوئن، تام لوئیس و لوگان مارشال گرین ایفای نقش می‌کنند. رستگاری عشق توسط کمپانی‌های فیلم‌سازی Pinnacle Peak Pictures , Mission Pictures International و Nthibah Pictures تهیه شده‌است و در کیپ‌تاون، آفریقای جنوبی فیلمبرداری شده‌است. این فیلم در ۲۱ ژانویه ۲۰۲۲ توسط یونیورسال پیکچرز به صورت تئاتری منتشر شد و نقدهای منفی از سوی منتقدان دریافت کرد.

## داستان
دختر هشت ساله‌ای بنام سارا در کودکی و در دهه ۱۸۵۰ بعد از مرگ مادرش توسط فرد ظالمی فروخته می‌شود. حالا او بزرگ شده توانسته با نفرتی که از خود و همه اطرافیانش در دل دارد، در کالیفرنیای دهه ۱۸۵۰ جان سالم به در ببرد. تا اینکه با جوانی به نام مایکل هوزیا ملاقات می‌کند و متوجه می‌شود که هیچ دردی وجود ندارد که عشق نتواند آن را التیام بخشد…

## بازیگران
- ابیگیل کوئن در نقش آنجل[۷]
- تام لوئیس در نقش مایکل هوسیا[۸]
- لوگان مارشال گرین[۹]
- فامکه یانسن در نقش دوشس[۱۰]
- کی شی وو[۱۱]
- نینا دوبرو در نقش می
- اریک دین در نقش دوک